# Halowe Mistrzostwa Europy w Lekkoatletyce 1976 – skok w dal kobiet
Skok w dal kobiet – jedna z konkurencji technicznych rozgrywanych podczas halowych lekkoatletycznych mistrzostw Europy w Olympiahalle w Monachium. Rozegrano od razu finał 22 lutego 1976. Zwyciężyła reprezentantka Związku Radzieckiego Lidija Ałfiejewa. Tytuł zdobytego na poprzednich mistrzostwach nie broniła Dorina Cătineanu z Rumunii.

## Rezultaty
Rozegrano od razu finał, w którym wzięło udział 11 zawodniczek.

Opracowano na podstawie materiału źródłowego.
| Poz. | Zawodniczka       | Reprezentacja   | Próby | Próby | Próby | Próby | Próby | Próby | Wynik |
| Poz. | Zawodniczka       | Reprezentacja   | 1     | 2     | 3     | 4     | 5     | 6     | Wynik |
| ---- | ----------------- | --------------- | ----- | ----- | ----- | ----- | ----- | ----- | ----- |
| 01 ! | Lidija Ałfiejewa  | ZSRR            | 6,57  | x     | 6,48  | 6,64  | x     | 6,43  | 6,64  |
| 02 ! | Jarmila Nygrýnová | Czechosłowacja  | 6,20  | 6,57  | 6,45  | 6,36  | x     | 6,34  | 6,57  |
| 03 ! | Galina Gopczenko  | ZSRR            | 6,27  | 6,34  | 6,28  | 6,29  | 6,27  | 6,48  | 6,48  |
| 4.   | Angela Voigt      | NRD             | x     | x     | 6,32  | x     | x     | x     | 6,32  |
| 5.   | Marula Lambru     | Grecja          | 4,42  | 6,27  | 6,19  | x     | 6,27  | x     | 6,27  |
| 6.   | Jacqueline Curtet | Francja         | 6,02  | 6,11  | 6,25  | 6,19  | 6,08  | 5,97  | 6,25  |
| 7.   | Meta Antenen      | Szwajcaria      |       |       |       |       |       |       | 6,22  |
| 8.   | Ute Hedicke       | RFN             |       |       |       |       |       |       | 6,18  |
| 9.   | Doina Spînu       | Rumunia         |       |       |       |       |       |       | 6,17  |
| 10.  | Lilana Panajotowa | Bułgaria        |       |       |       |       |       |       | 6,17  |
| 11.  | Sue Reeve         | Wielka Brytania |       |       |       |       |       |       | 6,08  |